# Fardābād
Fardābād (persiska: فرد آباد) är en ort i Iran.   Den ligger i provinsen Alborz, i den nordvästra delen av landet, 80 km väster om huvudstaden Teheran. Fardābād ligger 1 155 meter över havet och antalet invånare är 239.
Terrängen runt Fardābād är platt åt nordväst, men åt sydost är den kuperad.Runt Fardābād är det ganska glesbefolkat, med 43 invånare per kvadratkilometer. Närmaste större samhälle är Eshtehārd, 11,8 km väster om Fardābād. Trakten runt Fardābād består i huvudsak av gräsmarker.